# Landshövdingehus

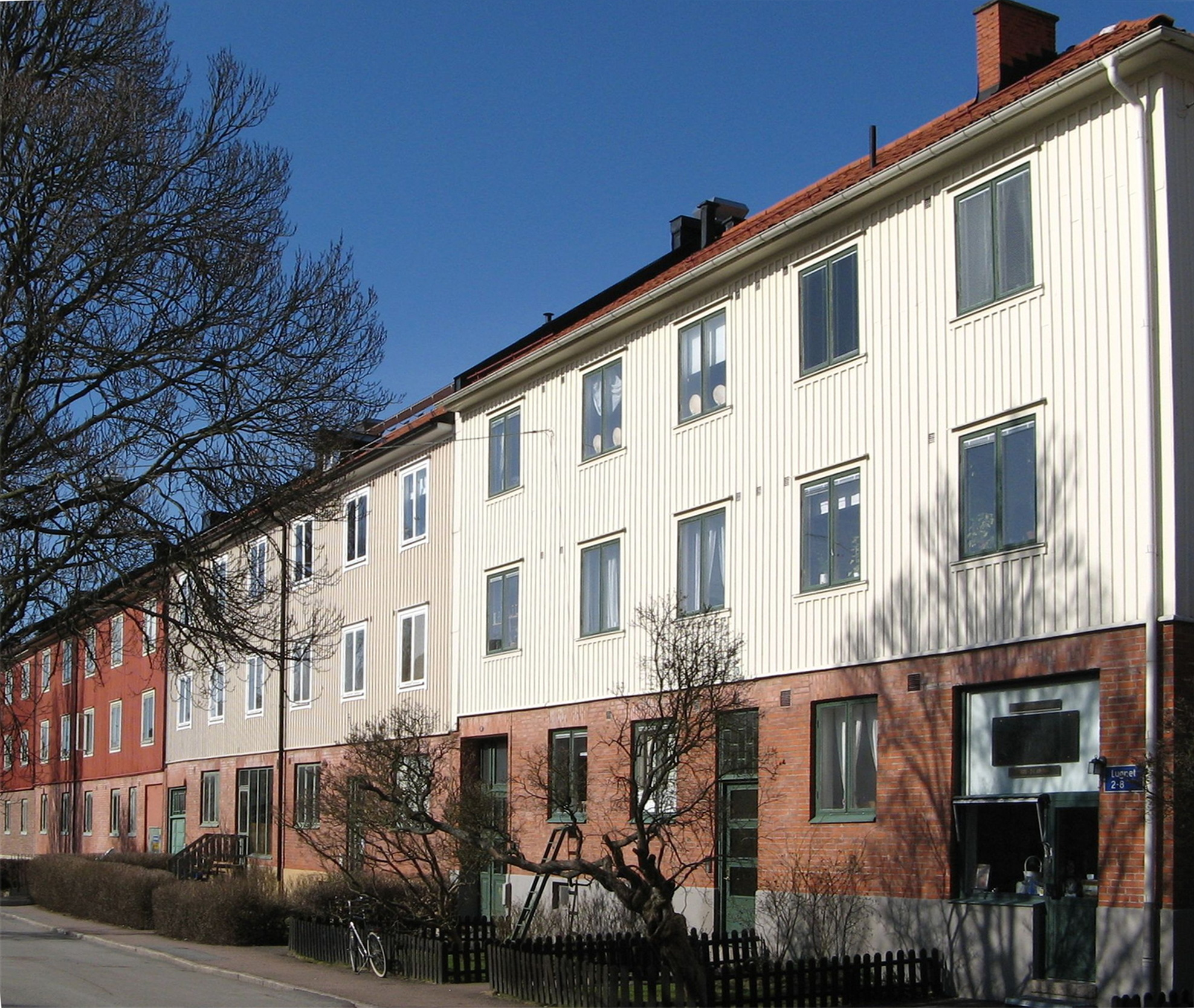
Casas “landshövdingehus” no bairro Lugnet em Gotemburgo.

A landshövdingehus – literalmente casa do governador – é um tipo de casa típico da cidade sueca de Gotemburgo.
É constituída por um primeiro piso em pedra e por dois outros pisos em madeira.
No séc. XIX era proibido construir casas de madeira com mais de dois pisos, devido ao perigo de incêndio. Ao mesmo tempo, a falta de habitação para a classe trabalhadora numa Gotemburgo em rápido crescimento era um problema urgente, com necessidade de ser resolvido. O arquiteto Victor von Gegerfelt teve a ideia de desenhar uma casa com um andar térreo em pedra e dois andares superiores em madeira, ultrapassando assim legislação em vigor. Apesar das autoridades municipais se oporem à ideia, o projeto foi finalmente aprovado através da intervenção do governador Albert Ehrensvärd na década de 1870, ficando este tipo de casa conhecido como “casa do governador” (landshövdingehus). A primeira casa deste tipo foi construída em 1875 no bairro de Annedal, tendo vido a dominar a paisagem urbana dos bairros de Haga, Landala, Masthugget, Majorna e Olskroken.
Fora de Gotemburgo, existe praticamente apenas em Trollhättan e Örebro.

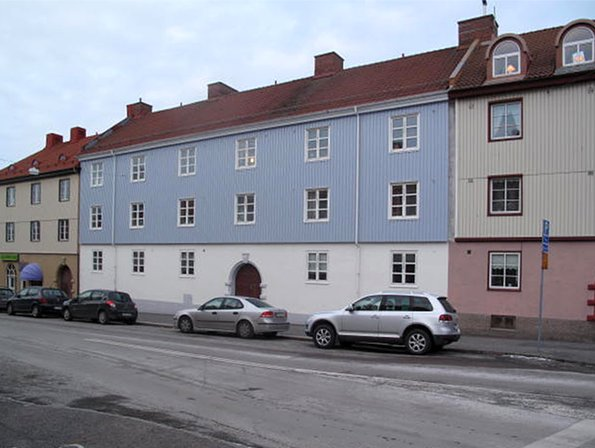
Bagaregården
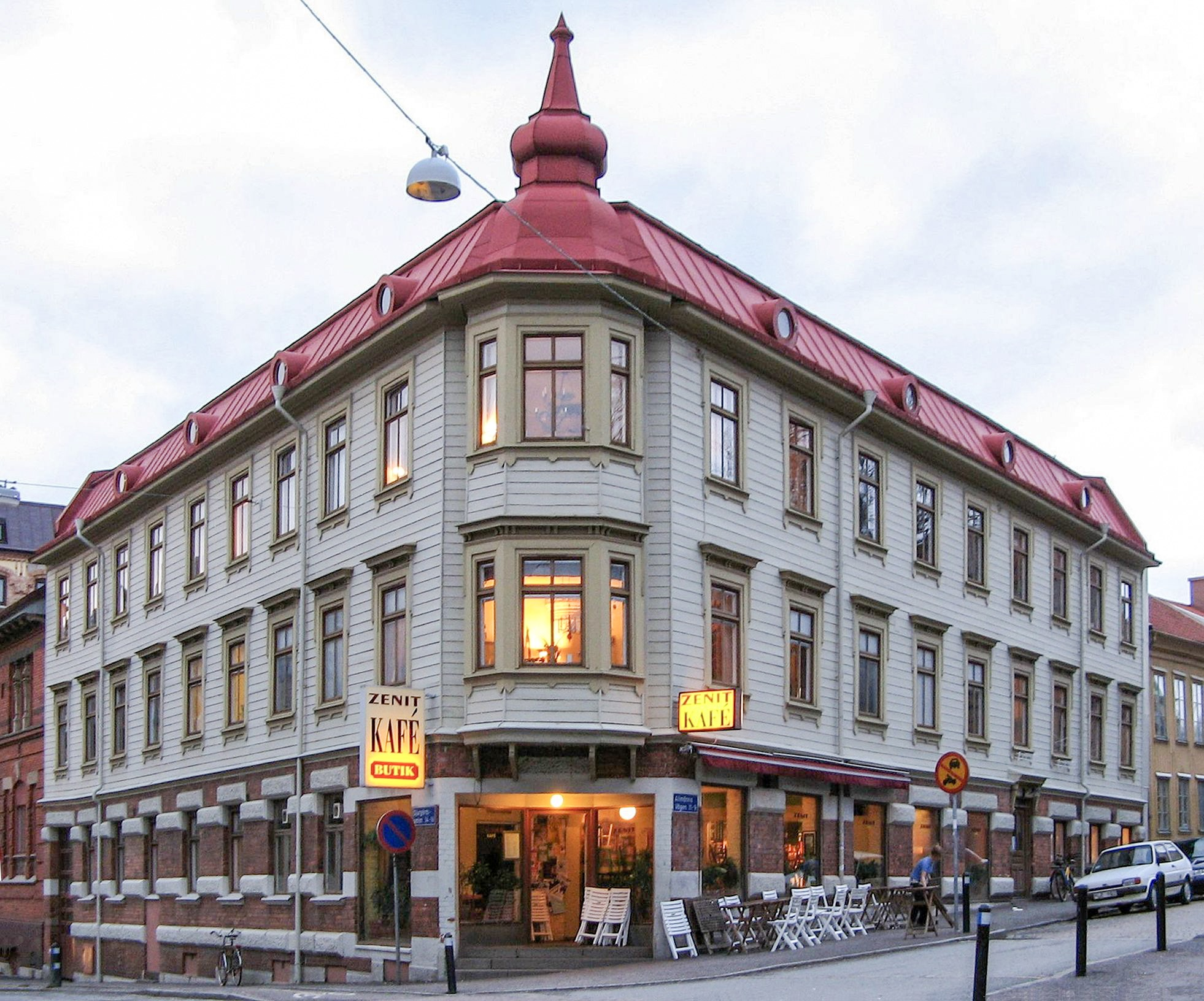
Majorna
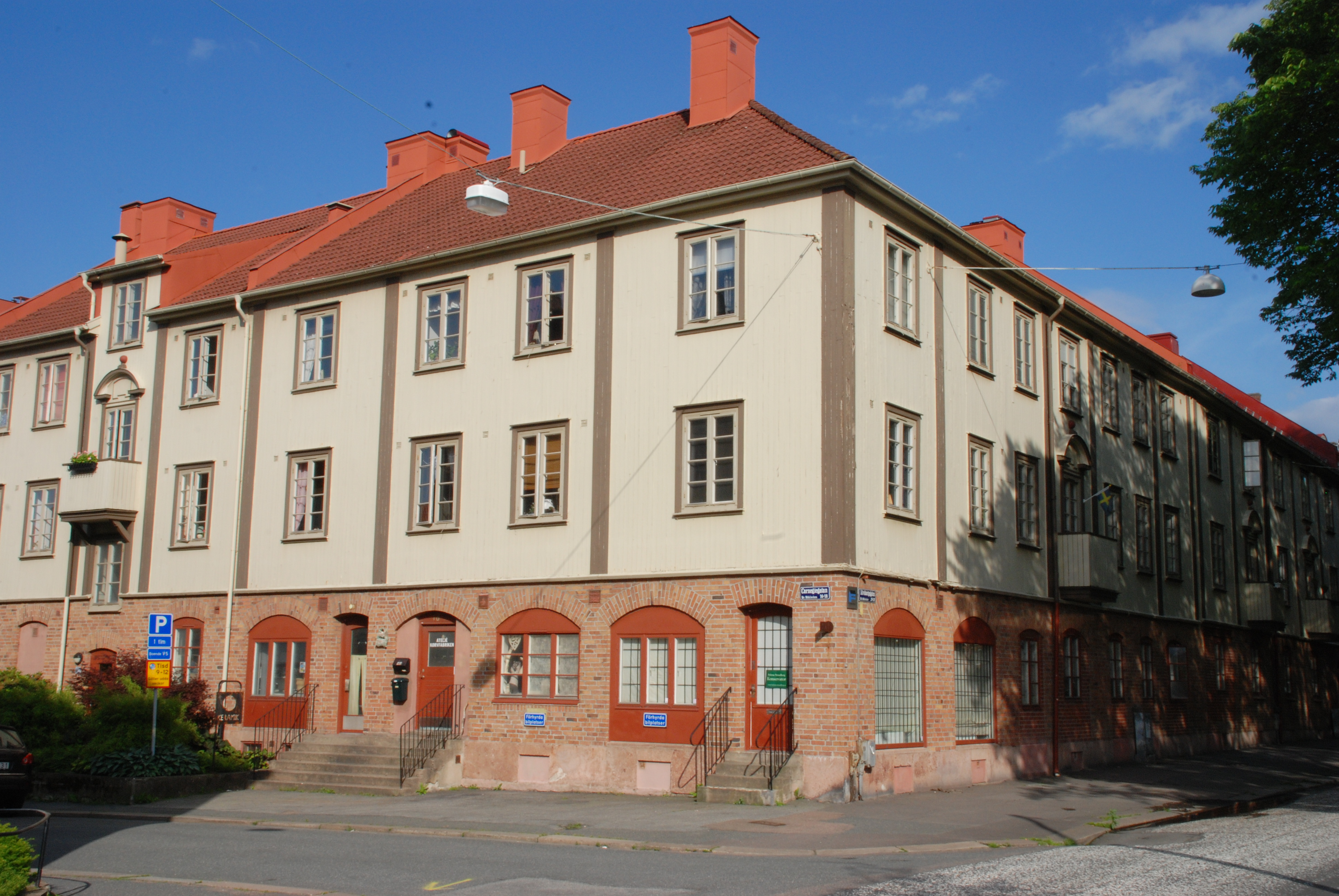
Majorna
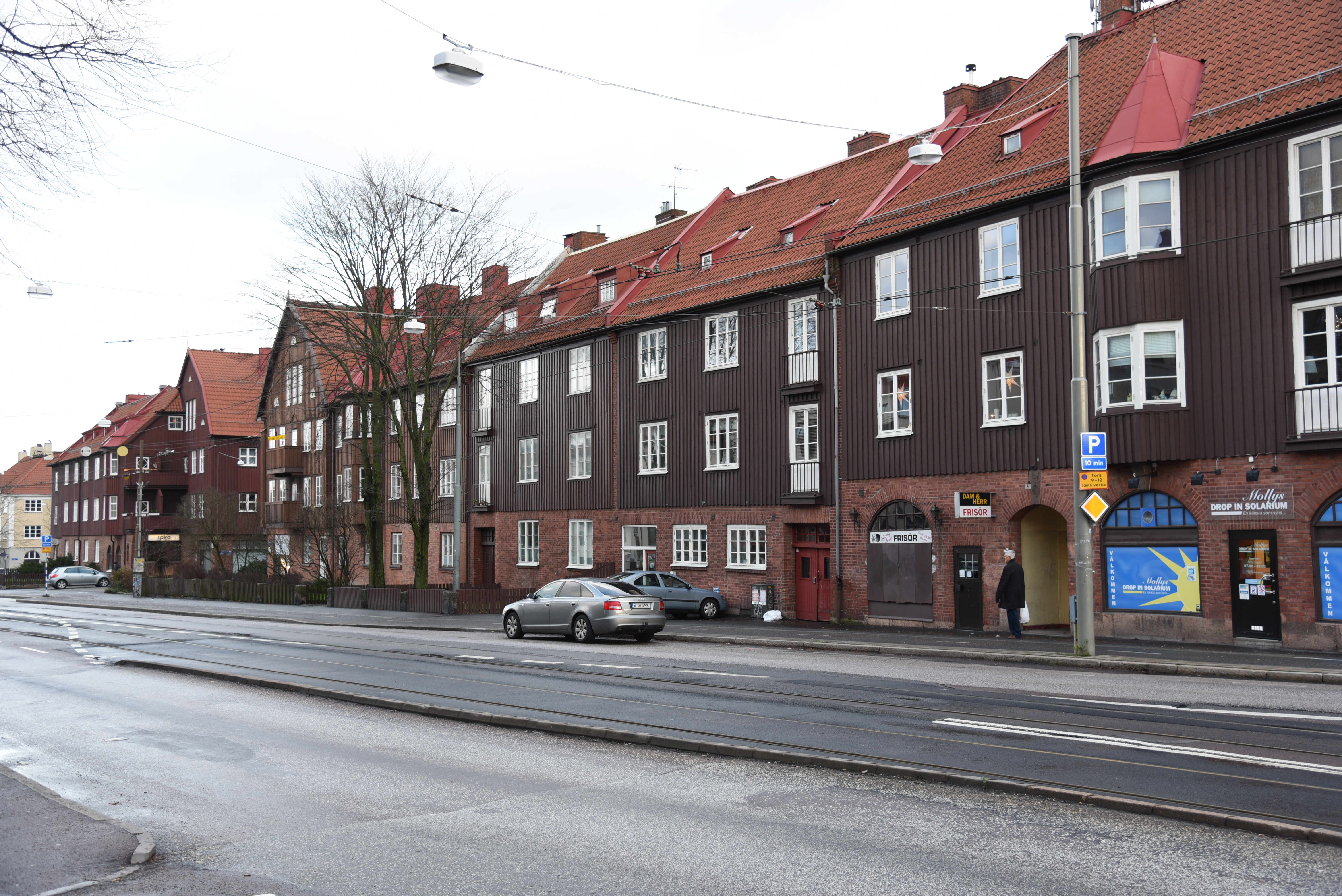
Ånäsvägen